# Busch (Hennef)
Busch ist ein Ortsteil der Stadt Hennef (Sieg) im Rhein-Sieg-Kreis in Nordrhein-Westfalen. 

## Lage
Der Weiler liegt auf den Hängen des Westerwaldes im Hanfbachtal. Östlich liegt Heide, südlich Köschbusch und westlich Hanf. 

## Geschichte
1901 gab es auf dem Hof Busch die Ackerer Peter Dahlhausen und Peter Klein. Insgesamt wohnten hier 16 Personen.
Bis zum 1. August 1969 gehörte Busch zur Gemeinde Uckerath, im Rahmen der kommunalen Neugliederung des Raumes Bonn wurde Uckerath, damit auch der Ort Halmshanf, der damals neuen amtsfreien Gemeinde „Hennef (Sieg)“ zugeordnet.